# واکنش داف
واکنش داف(به انگلیسی: Duff reaction) یا فرمیل‌دار کردن آروماتیک هگزامین(به انگلیسی: hexamine aromatic formylation) یک واکنش فرمیل‌دار کردن است که در شیمی آلی برای سنتز بنزآلدئیدها با هگزامین به عنوان منبع فرمیل کربن مورد استفاده قرار می‌گیرد.       این واکنش به افتخار جیمز کوپر داف نامگذاری شده‌است که بین سال‌های ۱۹۲۰ تا ۱۹۵۰ در دانشکده فناوری ، بیرمنگام فعالیت می‌نمود. 
سنتز ۳٬۵-دی-ترت-بوتیل‌سالیسیل‌آلدهید : 
و سنتز سیرینگ‌آلدهید : 

## همچنین ببینید
- واکنش رایمر-تیمان
- واکنش ساملت